# Campeonato da Europa de Atletismo de 2022 - Lançamento de disco feminino
A prova do lançamento de disco feminino do Campeonato da Europa de Atletismo de 2022 foi disputada nos dias  15 e 16 de agosto de 2022, no Estádio Olímpico de Munique, em Munique na Alemanha.

## Recordes
Antes desta competição, os recordes mundiais e do campeonato nesta prova eram os seguintes:
|                       | Nome             | Nacionalidade     | Distância | Local          | Data                 |
| --------------------- | ---------------- | ----------------- | --------- | -------------- | -------------------- |
| Recorde mundial       | Gabriele Reinsch | Alemanha Oriental | 76m 80cm  | Neubrandenburg | 9 de julho de 1988   |
| Recorde europeu       | Gabriele Reinsch | Alemanha Oriental | 76m 80cm  | Neubrandenburg | 9 de julho de 1988   |
| Recorde do campeonato | Diana Sachse     | Alemanha Oriental | 71m 36cm  | Estugarda      | 28 de agosto de 1986 |

## Medalhistas
| Ouro                  | Prata                | Bronze              |
| Sandra Perković (CRO) | Kristin Pudenz (GER) | Claudine Vita (GER) |

## Cronograma
Todos os horários são locais (UTC+2).
| Data         | Hora  | Evento       |
| ------------ | ----- | ------------ |
| 15 de agosto | 18:15 | Qualificação |
| 16 de agosto | 20:55 | Final        |

## Resultados

### Qualificação
Qualificação: Desempenho de 63.50 m (Q) ou os 12 melhores qualificados (q). 
| Posição | Grupo | Atleta                    | Nacionalidade | #1    | #2    | #3    | Resultados | Notas |
| ------- | ----- | ------------------------- | ------------- | ----- | ----- | ----- | ---------- | ----- |
| 1       | A     | Sandra Perković           | Croácia       | 62.67 | x     | 65.94 | 65.94      | Q     |
| 2       | B     | Liliana Cá                | Portugal      | 58.60 | 62.78 | 65.21 | 65.21      | Q,    |
| 3       | B     | Kristin Pudenz            | Alemanha      | 64.25 |       |       | 64.25      | Q     |
| 4       | A     | Claudine Vita             | Alemanha      | 62.59 | 62.77 | 63.51 | 63.51      | Q     |
| 5       | A     | Shanice Craft             | Alemanha      | 60.89 | 60.57 | 62.64 | 62.64      | q     |
| 6       | B     | Marija Tolj               | Croácia       | 54.75 | 60.84 | 62.51 | 62.51      | q     |
| 7       | A     | Jorinde van Klinken       | Países Baixos | x     | x     | 62.18 | 62.18      | q     |
| 8       | B     | Lisa Brix Pedersen        | Dinamarca     | 57.46 | 52.46 | 59.40 | 59.40      | q     |
| 9       | A     | Mélina Robert-Michon      | França        | 58.85 | 56.59 | 54.22 | 58.85      | q     |
| 10      | B     | Chrysoula Anagnostopoulou | Grécia        | 58.13 | 53.81 | 55.57 | 58.13      | q     |
| 11      | A     | Jade Lally                | Reino Unido   | 56.55 | 57.19 | 57.68 | 57.68      | q     |
| 12      | A     | Irina Rodrigues           | Portugal      | 56.23 | 57.04 | x     | 57.04      | q     |
| 13      | B     | Stefania Strumillo        | Itália        | 56.90 | 55.43 | 54.95 | 56.90      |       |
| 14      | B     | Ieva Zarankaitė           | Lituânia      | 55.22 | 55.66 | 56.85 | 56.85      |       |
| 15      | A     | Daria Zabawska            | Polónia       | 54.60 | 56.54 | x     | 56.54      |       |
| 16      | A     | Daisy Osakue              | Itália        | 56.54 | x     | x     | 56.54      |       |
| 17      | A     | Salla Sipponen            | Finlândia     | x     | 53.29 | 56.47 | 56.47      |       |
| 18      | B     | Alida van Daalen          | Países Baixos | x     | 56.05 | x     | 56.05      |       |
| 19      | B     | Özlem Becerek             | Turquia       | 52.78 | 56.01 | x     | 56.01      |       |
| 20      | A     | Dragana Tomašević         | Sérvia        | 53.95 | 53.43 | 55.51 | 55.51      |       |
| 21      | B     | Kirsty Law                | Reino Unido   | 52.31 | 54.83 | x     | 54.83      |       |
| 22      | B     | Amanda Ngandu-Ntumba      | França        | x     | 53.00 | 54.70 | 54.70      |       |
| 23      | B     | Karolina Urban            | Polónia       | 54.33 | 50.38 | 53.82 | 54.33      |       |
| 24      | A     | Androniki Lada            | Chipre        | 52.80 | 48.91 | 49.82 | 52.80      |       |
| 25      | A     | Vanessa Kamga             | Suécia        | x     | 51.66 | 49.32 | 51.66      |       |

### Final
A final ocorreu no dia 16 de agosto às 20:55.
| Posição           | Atleta                    | Nacionalidade | #1    | #2    | #3    | #4    | #5    | #6    | Resultados | Notas                |
| ----------------- | ------------------------- | ------------- | ----- | ----- | ----- | ----- | ----- | ----- | ---------- | -------------------- |
| Medalha de ouro   | Sandra Perković           | Croácia       | x     | 65.77 | x     | x     | 67.95 | x     | 67.95      |                      |
| Medalha de prata  | Kristin Pudenz            | Alemanha      | 62.44 | 65.05 | 66.93 | x     | 67.87 | 63.68 | 67.87      | Recorde pessoal      |
| Medalha de bronze | Claudine Vita             | Alemanha      | 63.24 | 63.21 | 65.20 | 65.12 | 63.73 | 63.97 | 65.20      | Recorde da temporada |
| 4                 | Jorinde van Klinken       | Países Baixos | 64.03 | x     | 59.53 | x     | 64.43 | x     | 64.43      |                      |
| 5                 | Liliana Cá                | Portugal      | 63.67 | 61.70 | 63.38 | x     | x     | x     | 63.67      |                      |
| 6                 | Marija Tolj               | Croácia       | 57.57 | x     | 55.73 | x     | 63.37 | 61.67 | 63.37      |                      |
| 7                 | Shanice Craft             | Alemanha      | 62.55 | 62.11 | 62.64 | 61.97 | 62.78 | x     | 62.78      |                      |
| 8                 | Mélina Robert-Michon      | França        | 56.99 | 57.89 | 60.60 | x     | x     | x     | 60.60      |                      |
| 9                 | Jade Lally                | Reino Unido   | 54.83 | 56.56 | 57.08 |       |       |       | 57.08      |                      |
| 10                | Lisa Brix Pedersen        | Dinamarca     | 55.72 | 56.05 | 57.02 |       |       |       | 57.02      |                      |
| 11                | Irina Rodrigues           | Portugal      | 54.85 | 54.07 | 56.23 |       |       |       | 56.23      |                      |
| 12                | Chrysoula Anagnostopoulou | Grécia        | x     | 55.06 | 56.10 |       |       |       | 56.10      |                      |

Legenda
| Recorde mundial       | Recorde mundial (World record)               |                       | Recorde africano                      | Recorde africano (African) |                                           | Q | Classificado por posição (Qualified) |
| Recorde do campeonato | Recorde do campeonato (Championship record)  | Recorde da América    | Recorde da América (Americas)         | q                          | Classificado por melhor tempo (Qualified) |   |                                      |
| Melhor marca do ano   | Melhor marca do ano (World leading)          | Recorde asiático      | Recorde asiático (Asian)              | DNS                        | Não largou (Did not start)                |   |                                      |
| Recorde nacional      | Recorde nacional (National record)           | Recorde europeu       | Recorde europeu (European)            | DNF                        | Não terminou (Did not finish)             |   |                                      |
| Recorde pessoal       | Recorde pessoal do atleta (Personal best)    | Recorde da Oceania    | Recorde da Oceania (Oceania)          | DSQ / DQ                   | Desclassificado (Disqualified)            |   |                                      |
| Recorde da temporada  | Recorde da temporada do atleta (Season best) | Recorde sul-americano | Recorde sul-americano (South America) | NM                         | Sem marca (No mark)                       |   |                                      |